# Lindsey Connell
Lindsey Connell ist eine britische Schauspielerin, Regisseurin und Schriftstellerin. Sie absolvierte die London Academy of Music and Dramatic Art und 2002 die Humber School of Comedy in Toronto. Im Juli 2006 wurde ihr Stück Two doors twice am Torontoer Fringe Theater uraufgeführt.

## Leben
Connell spielte unter anderem in der Fernsehserie Queer as Folk die Tracey in den Staffeln 1 bis 3 und hatte insbesondere Gastauftritte in Nick Knight – Der Vampircop, Nikita und als Emilie Dexter in Angela Henson – Das Auge des FBI.

## Filmografie (Auswahl)
- 1997: A Prayer in the Dark
- 1998: Jerry and Tom
- 1999: Forever Mine – Eine verhängnisvolle Liebe (Forever Mine)
- 2002: Cube 2: Hypercube
- 2007: Lars und die Frauen
- 2008: Confessions of a Porn Addict
- 2008, 2019: Murdoch Mysteries (Fernsehserie, 2 Folgen)
- 2013: Hannibal (Fernsehserie, 1 Folge)
- 2015: Saving Hope (Fernsehserie, 4 Folgen)
- 2016: Orphan Black (Fernsehserie, 1 Folge)
- 2017: The Strain (Fernsehserie, 1 Folge)
- 2019: The Handmaid’s Tale – Der Report der Magd (The Handmaid’s Tale, Fernsehserie, 1 Folge)
- 2020: Spinning Out (Fernsehserie, 4 Folgen)
- 2021: Departure (Fernsehserie, 3 Folgen)